# Лев (знак зодіаку)

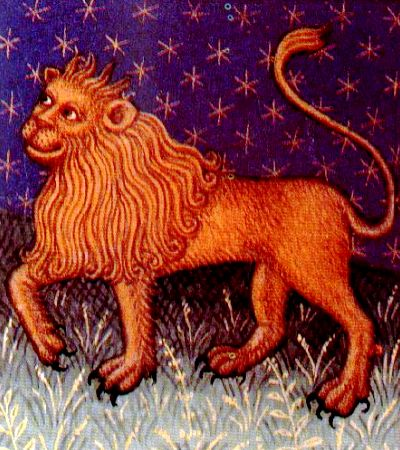
Лев.

Лев (лат. Leo) — п'ятий знак зодіаку, відповідний сектору екліптики від 120° до 150°, рахуючи від точки весняного рівнодення; постійний знак тригона Вогонь.
В західній астрології вважається, що Сонце знаходиться в знаку Лева приблизно з 23 липня по 23 серпня, у ведичній — Сімха з 15 серпня по 15 вересня. Не слід плутати знак Лева з сузір'ям Лева, в якому Сонце перебуває з 10 серпня по 15 вересня.

## Символ
Символ Лева ♌ (може не відображатися в деяких браузерах) в Юнікоді знаходиться під десятковим номером 9804 або шістнадцятковим номером 264C і може бути введений в HTML-код як  ♌  або  ♌ .